# Pont-en-Ogoz
Pont-en-Ogoz es una comuna suiza del cantón de Friburgo, situada en el distrito de Gruyère. Limita al norte con las comunas de Vuisternens-en-Ogoz, Farvagny y Rossens, al noreste con Pont-la-Ville, al sureste con Hauteville, al sur con Marsens, al suroeste con Sorens, y al oeste con Le Glèbe.
La comuna es el resultado de la fusión el 1 de enero de 2003 de las comunas de Avry-devant-Pont, Le Bry y Gumefens.